# Zone de convergence-divergence
La théorie des zones de convergence-divergence a été proposée par Antonio Damasio, en 1989, pour expliquer les mécanismes neuronaux de la mémorisation et de la remémoration. Elle permet également d'expliquer d'autres formes de la conscience dont l'imagination créatrice, la pensée, ou encore la formation des croyances et des motivations.
Elle repose sur deux hypothèses principales : l'imagination est une simulation de la perception, les inscriptions cérébrales des souvenirs sont des réseaux neuronaux autoexcitateurs (les neurones peuvent s'y activer mutuellement).

## Définition
Une zone de convergence-divergence (ZCD) est un réseau de neurones, qui reçoit des projections convergentes en provenance des sites dont l'activité doit être mémorisée, et qui renvoie des projections divergentes vers ces mêmes sites. Lorsqu'une expérience est mémorisée, les signaux qui convergent sur la ZCD y excitent des neurones qui renforcent alors leurs connexions réciproques (selon la règle de Hebb) et forment ainsi un réseau auto-excitateur. Il suffit alors d'exciter à nouveau le réseau ainsi formé pour reproduire la combinaison de signaux initialement reçus. Dans un réseau auto-excitateur l'excitation d'une partie se propage à toutes les autres. De même un fragment de souvenir suffit pour réveiller l'intégralité d'une expérience mémorisée. Une ZCD est ainsi le lieu d'enregistrement et de reproduction des souvenirs. Elle est à la fois un détecteur et un producteur de signaux (les formes d'activation neuronale). C'est le mécanisme neuronal de base qui permet d'expliquer les souvenirs et les autres formes de l'imagination,.

## Arborescences de ZCD
En plus des voies convergentes-divergentes, une ZCD peut être connectée au reste du cerveau de toutes les façons imaginables, par des signaux en entrée qui l'activent ou l'inhibent, et des signaux en sortie avec lesquels elle fait son effet sur le reste du système. En particulier les ZCD peuvent s'organiser en un système et former une sorte d'arborescence. Une ZCD peut recruter en entrée des voies convergentes issues de nombreuses autres ZCD. Elle peut ainsi faire une synthèse des capacités de détection et de production de toutes les ZCD ainsi recrutées,.
Pour faire un modèle du système des ZCD, on distingue dans le système nerveux une partie périphérique et une partie centrale. La périphérie réunit les régions dédiées à la perception, à l'émotion et à l'action. L'arborescence des ZCD est organisée d'une façon hiérarchique, de la périphérie vers le centre. Les ZCD les plus périphériques ont des voies convergente issues directement de la périphérie. On se rapproche du centre en remontant les arborescences de ZCD. On peut songer à des racines qui plongent dans la terre, la périphérie, et qui se rapprochent de la base du tronc, le centre. Mais dans le cerveau, il y a de très nombreux centres. Les ZCD les plus centrales ont des voies convergentes issues d'autres ZCD, et ne sont pas recrutées par des ZCD plus centrales. Le souvenir d'un épisode de notre vie est conservé par une telle ZCD centrale. Lorsque nous revivons les perceptions, les émotions et les actions d'une expérience passée, l'excitation de cette ZCD centrale active toutes les ZCD subordonnées, jusqu'aux aires périphériques, et reconstitue ainsi l'expérience préalablement vécue,.